# 俳句研究賞
俳句研究賞（はいくけんきゅうしょう）は、公募の俳句新人賞。1986年設立。当時富士見書房が発行していた月刊誌『俳句研究』誌上で公募され、同誌で受賞作を発表。未発表の50句が選考対象で、賞金は30万円。『俳句研究』の休刊に伴い、2006年度の第21回をもって休止した。

## 受賞一覧
- 第1回（1986年度）- 北野平八 「水洟」、本宮哲郎 「雪国雑唱」
- 第2回（1987年度）- 佐藤和枝 「龍の玉」、角免栄児 「白南風」
- 第3回（1988年度）- 河合照子 「日向」、山口都茂女 「面打」
- 第4回（1989年度）- 福島勲 「閻魔の手形」、牧辰夫 「机辺」
- 第5回（1990年度）- 片山由美子 「一夜」
- 第6回（1991年度）- 高橋富里 「点字日記」
- 第7回（1992年度）- 日美清史 「涼意」
- 第8回（1993年度）- 西尾一 「三寒四温」
- 第9回（1994年度）- 大島雄作 「青年」
- 第10回（1995年度）- 野中亮介 「風の木」
- 第11回（1996年度）- 猪口節子 「能管 」
- 第12回（1997年度）- 太田土男 「牛守 」
- 第13回（1998年度）- 岩永佐保 「生きもの燦と」
- 第14回（1999年度）- 鈴木厚子 「鹿笛」
- 第15回（2000年度）- 山根真矢 「少年の時間」
- 第16回（2001年度）- 鴇田智哉 「かなしみのあと」
- 第17回（2002年度）- 藤村真理 「からり」
- 第18回（2003年度）- 有澤榠樝 「五十一」
- 第19回（2004年度）- 高柳克弘 「息吹」
- 第20回（2005年度）- 対中いずみ 「蛍童子」
- 第21回（2006年度）- 齊藤朝比古 「懸垂」